# Rohini–1
Rohini–1 az első indiai nemzeti teszt műhold. A világ 7. űrhatalma, aki a Szovjetunió, az Amerikai Egyesült Államok, Franciaország, Japán, Kína, Anglia után saját hordozórakétával juttatott műholdat a világűrbe. Ázsiában harmadik nemzetként lépett az önálló világűrkutatás útjára.

## Küldetés
Az első sikeres indiai rakétafellövés teszt műholdja. A kísérlet legfőbb szerepe a rakéta-, a műhold-, a kiszolgáló-, a vezető és követő rendszer tesztelése.

## Jellemzői
Tervezte és építette az Indiai Űrkutatási Szervezet (angolul: Indian Space Research Organisation, ISRO).
Megnevezései: Rohini RS–1; Rohini 1 (रोहिणी 1); Rohini 1B (रोहिणी 1B); COSPAR: 1980-062A; Kódszáma: 11899
1980. július 18-án a Sriharikota (सतीश धवन अंतरिक्ष केंद्र) rakétabázisról LC–11 (LC–Launch Complex) jelű indítóállványról egy SLV–3 hordozórakétával állították alacsony Föld körüli pályára (LEO = Low-Earth Orbit). Az orbitális pályája 96,9 perces, 44,7 fokos hajlásszögű, elliptikus pálya perigeuma 305 kilométer, az apogeuma 919 kilométer volt.
Alakja gömb, átmérője 0,6, tömege 35 kilogramm.
1981. május 20-án 306 nap (0,84 év) után belépett a légkörbe és megsemmisült.